# Pyreferra hesperidago
Pyreferra hesperidago là một loài bướm đêm trong họ Noctuidae.